# 이타마르 프랑쿠
이타마르 아우구스투 카우치에루 프랑쿠(포르투갈어: Itamar Augusto Cautiero Franco, 1930년 6월 28일~2011년 7월 2일)는 브라질의 정치인이다. 1989년 페르난두 콜로르 지 멜루의 러닝메이트로 부통령에 당선되어 1990년 제23대 부통령에 취임하였고, 1992년 콜로르 지 멜루 대통령이 탄핵으로 물러나게 되어 대통령직을 승계하여, 1995년까지 재임하였다.
사우바도르와 리우데자네이루를 지나가는 선박에서 태어났으며 독일계인 아버지와 이탈리아계인 어머니 사이에서 태어났다. 주이스지포라의 기술대학을 졸업하였다. 1967년~1971년, 1973년~1974년 주이스지포라 시장을 지냈다. 1974년 연방 상원의원으로 선출되었으며, 이후 군사 정권 시대의 야당인 브라질 민주운동(MDB)의 유력 정치인으로 떠올랐다. 군사정권 붕괴 후 1986년 자유당으로 옮겨 미나스제라이스 주지사 선거에 출마했으나, 낙선했다. 1989년 페르난두 콜로르 지 멜루가 창당한 국가재건당(PRN)에 합류했으며, 콜로르 지 멜루가 대통령 후보로 선출되자 인구가 많은 미나스제라이스 주 출신인 그가 콜로르 지 멜루의 러닝메이트로 선택되었다. 대통령 선거 결과, 콜로르 지 멜루와 프랑쿠 조가 당선되어 프랑쿠는 그 이듬해 부통령이 되었다.
1992년 말, 콜로르 지 멜루 대통령이 부패 혐의로 의회에서 탄핵 절차가 진행되자 사임을 하게 되어 프랑쿠는 대통령직을 승계하였다. 대통령직을 이어받은 프랑쿠는 심각한 인플레이션 문제에 직면하게 되었다. 이에 재무장관으로 페르난두 엔히키 카르도주를 기용했으며, 헤알화를 도입하는 화폐 개혁으로 인플레이션 문제를 해결하였다.
1994년 선거에서 페르난두 엔히키 카르도주에 밀려 출마하지 못했으며, 이듬해 초 임기 종료와 함께 퇴임했다. 그 후 주 포르투갈 대사와 미국 워싱턴에 본부가 있는 미주기구 대사를 지냈고, 1998년 미나스제라이스 주지사로 선출되었다. 그 다음해 그는 중앙정부에 대해 모라토리엄을 선언하여 브라질 경제 위기의 큰 원인을 제공했는데, 이는 그의 정적이었던 카르도주 대통령을 곤란하게 만들도록 한 정치적인 행위였다고 알려져 있다. 그 후 그는 2001년 대통령 선거에서 루이스 이나시우 룰라 다 시우바 후보를 지지했으며, 룰라 다 시우바 대통령 취임 후 주 이탈리아 대사에 임명되었다.

## 역대 선거 결과
| 선거명      | 직책명          | 대수 | 정당             | 1차 득표율 | 1차 득표수   | 2차 득표율 | 2차 득표수   | 결과 | 당락 |
| ----------- | --------------- | ---- | ---------------- | ---------- | ------------ | ---------- | ------------ | ---- | ---- |
| 1989년 선거 | 브라질의 부통령 | 21대 | 브라질민주운동당 | 30.47%     | 20,607,936표 | 53.03%     | 35,085,457표 | 1위  |      |